# Most Marlow
Most Marlow – most drogowy nad rzeką Tamizą, łączący miasto Marlow w hrabstwie Buckinghamshire z wioską Bisham w hrabstwie Berkshire w Anglii.

## Opis
Most łańcuchowy został wybudowany w latach 1829–1832 przez inżyniera Williama Tierneya Clarka. Otwarcie nastąpiło 23 września 1832 roku. Jest jednym z najstarszych wiszących mostów w Europie. Służył jako wzór dla zbudowanego w latach 1839–1849 mostu łańcuchowego im. Istvána  Széchenyiego w Budapeszcie.
Masywne kamienne pylony stojące na brzegach rzeki mają kształt przypominający łuk triumfalny. Odstęp między pylonami wynosi 71,6 m. Pylony posiadają przymocowane po obu ich stronach dwa ciągi łańcuchów, umieszczone jeden nad drugim. Górny łańcuch składa się z pięciu, a dolny z czterech pasm sąsiadujących ze sobą łączonych prętów, tworzących ogniwa łańcuchów, na których zawieszony jest most. Pionowe metalowe pręty łączą natomiast łańcuchy z poziomem jezdni i są mocowane na przemian, do górnego i dolnego ciągu łańcuchów. Wjazdy na most posiadają jeden pas ruchu, natomiast na moście szerokość jezdni pozwala na wyznaczenie dwóch pasów ruchu. Most zabezpieczono drewnianymi balustradami kratownicowymi, które również w pewnym stopniu przyczyniają się do usztywnienia jezdni mostu.
W 1949 roku most został uznany jako zabytkowy i zaliczony do I klasy obiektów zabytkowych w Wielkiej Brytanii.
W 1957 roku pojawiły się wątpliwości dotyczące bezpieczeństwa konstrukcji mostu, które doprowadziły do długich dyskusji na temat remontu lub koncepcji budowy nowego mostu. Wreszcie, w latach 1965–1966 odnowiono wszystkie metalowe elementy mostu.

## Galeria

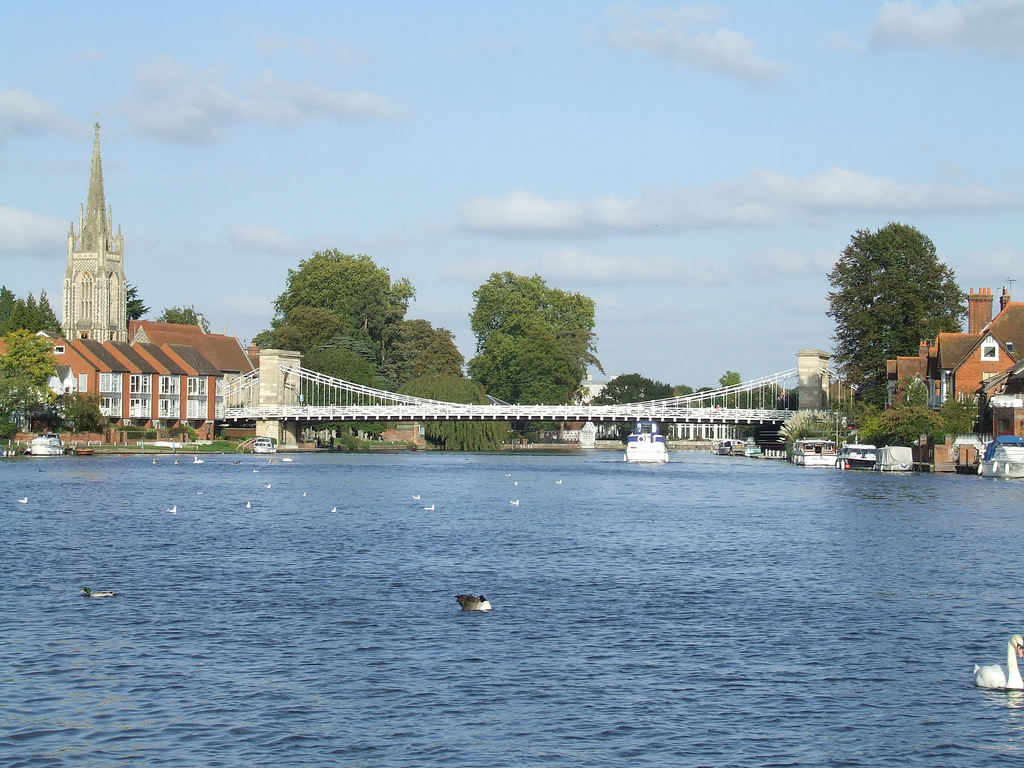
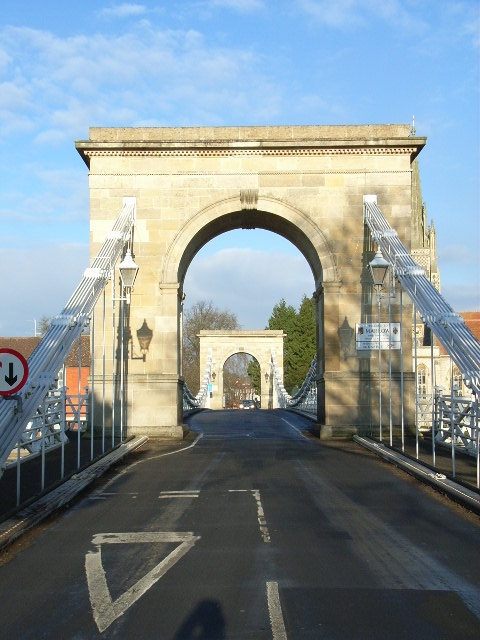
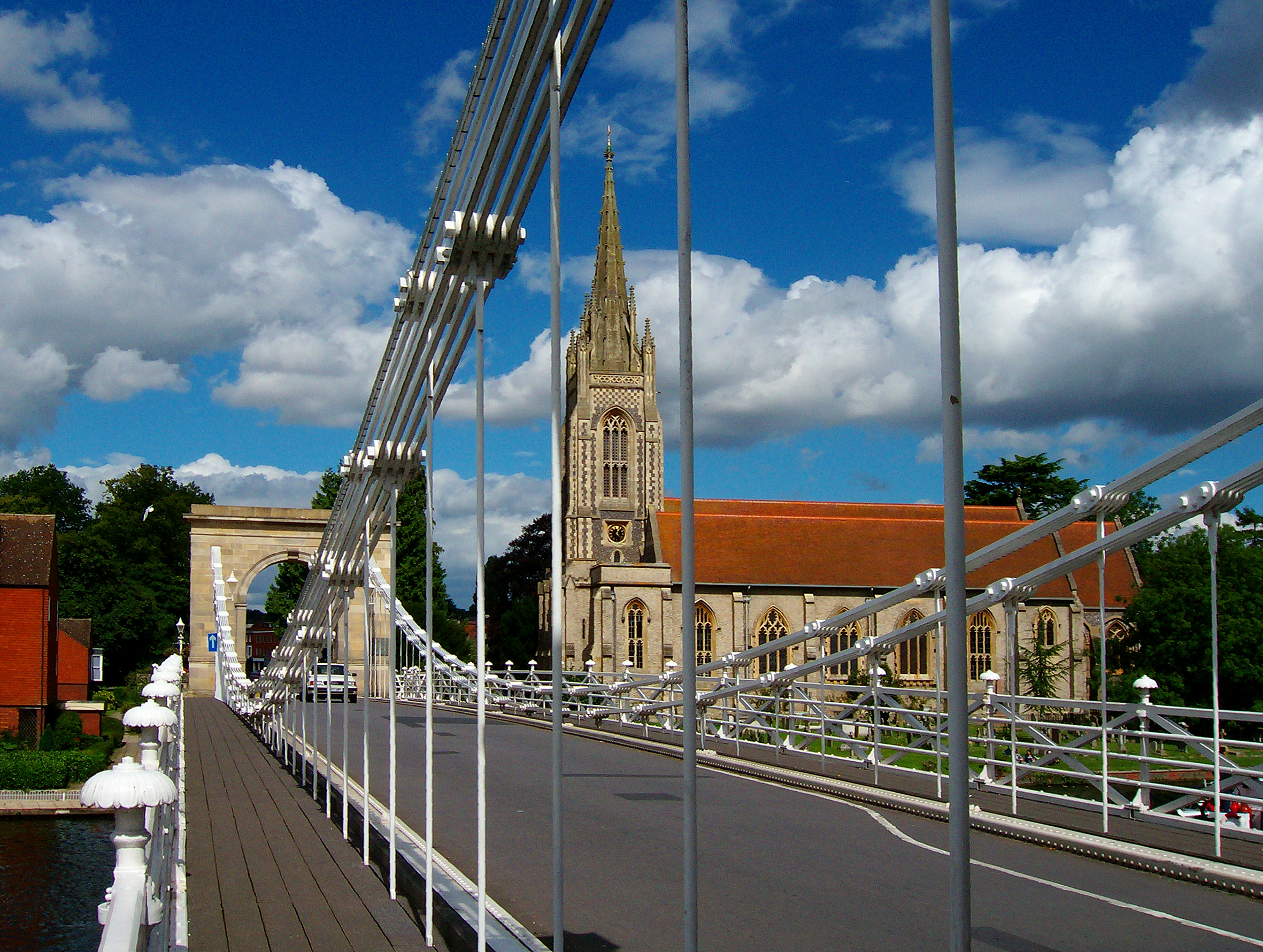